# Torneio Rio-São Paulo de Futebol Feminino
O Torneio Rio-São Paulo de Futebol Feminino ocorreu em sua primeira e única edição no ano de 2006, ocorreu entre os dias 20 e 28 de março daquele ano. E contou com a participação de oito equipes, sendo quatro de São Paulo e quatro do Rio de Janeiro. O torneio foi organizado pela Secretária da Juventude Esporte e Lazer de são Paulo.
Não obteve muita visibilidade da população e nem da mídia, e não foi transmitido em nenhum canal de televisão.
Os clubes mais tradicionais que disputaram a competição foram o Saad, de Águas de Lindóia e o Rio Branco de Americana em São Paulo e o Campo Grande pelo lado das cariocas.
Na partida final, o CEPE de Duque de Caxias, derrotou a equipe do Saad por 3x0. E se consagrou campeão do 1º Torneio Rio – São Paulo de Futebol Feminino.

## Regulamento
A primeira fase foi dividida em dois grupos com quatro equipes em cada, sendo duas do estado de São Paulo e duas equipes do Rio de Janeiro.
As equipes de cada grupo se enfrentaram em turno único, e a primeira colocada em cada grupo fez a final do torneio. As equipes que ficaram na segunda posição dos grupos disputaram o terceiro e quarto lugar na competição.

## Equipes Participantes
| Time             | Cidade           |
| ---------------- | ---------------- |
| Saad             | Águas de Lindóia |
| Grêmio Motorola  | Jaguariúna       |
| Extra/Fundesport | Araraquara       |
| Rio Branco       | Americana        |

| Time         | Cidade          |
| ------------ | --------------- |
| CEPE-Caxias  | Duque de Caxias |
| Campo Grande | Campo Grande    |
| Trindade     | São Gonçalo     |
| Comercial    | Itaboraí        |

## Tabela
1ª Rodada
| 22 de março | Rio Branco | 1 - 8 | CEPE-Caxias | Décio Vitta, Americana |
|             |            |       |             |                        |

| 22 de março | Extra/Fundesport | 4 - 0 | Comercial | Décio Vitta, Americana |
|             |                  |       |           |                        |

| 22 de março | Saad | 3 - 0 | Campo Grande | Décio Vitta, Americana |
|             |      |       |              |                        |

| 22 de março | Trindade | 2 - 4 | Grêmio Motorola | Décio Vitta, Americana |
|             |          |       |                 |                        |

2ª Rodada
| 24 de março | Extra/Fundesport | 7 - 0 | Rio Branco | Campo do Progresso, Nova Odessa |
|             |                  |       |            |                                 |

| 24 de março | CEPE-Caxias | 15 - 0 | Comercial | Campo do Progresso]], Nova Odessa |
|             |             |        |           |                                   |

| 24 de março | Saad | 1 - 0 | Grêmio Motorola | Campo do Progresso]], Nova Odessa |
|             |      |       |                 |                                   |

| 24 de março | Trindade | 3 - 0 | Campo Grande | Campo do Progresso]], Nova Odessa |
|             |          |       |              |                                   |

3ª Rodada
| 26 de março | Extra/Fundesport | 0 - 0 | CEPE-Caxias | Alfredo Chiavegato, Jaguariúna |
|             |                  |       |             |                                |

| 26 de março | Rio Branco | 2 - 1 | Comercial | Alfredo Chiavegato, Jaguariúna |
|             |            |       |           |                                |

| 26 de março | Trindade | 2 - 5 | Saad | Alfredo Chiavegato, Jaguariúna |
|             |          |       |      |                                |

| 26 de março | Campo Grande | 0 - 1 | Grêmio Motorola | Alfredo Chiavegato, Jaguariúna |
|             |              |       |                 |                                |

| Time             | JG | V | E | D | GP | GC | SG  | Pts. |
| ---------------- | -- | - | - | - | -- | -- | --- | ---- |
| CEPE-Caxias      | 3  | 2 | 1 | 0 | 23 | 1  | 22  | 7    |
| Extra/Fundesport | 3  | 2 | 1 | 0 | 11 | 0  | 11  | 7    |
| Rio Branco       | 3  | 1 | 0 | 2 | 3  | 16 | -13 | 3    |
| Comercial        | 3  | 0 | 0 | 3 | 1  | 21 | -20 | 0    |

| Time            | JG | V | E | D | GP | GC | SG | Pts. |
| --------------- | -- | - | - | - | -- | -- | -- | ---- |
| Saad            | 3  | 3 | 0 | 0 | 9  | 2  | 7  | 9    |
| Grêmio Motorola | 3  | 2 | 0 | 1 | 5  | 3  | 2  | 6    |
| Trindade        | 3  | 1 | 0 | 2 | 7  | 9  | -2 | 3    |
| Campo Grande    | 3  | 0 | 0 | 3 | 0  | 7  | -7 | 0    |

## Decisão do 3º Lugar
| 29 de março | Extra/Fundesport | 1 - 2 | Grêmio Motorola | Décio Vitta, Americana |
|             |                  |       |                 |                        |

## Final
| 29 de março | CEPE-Caxias | 3 - 0 | Saad | Décio Vitta, Americana |
|             |             |       |      |                        |